# Metasequoia

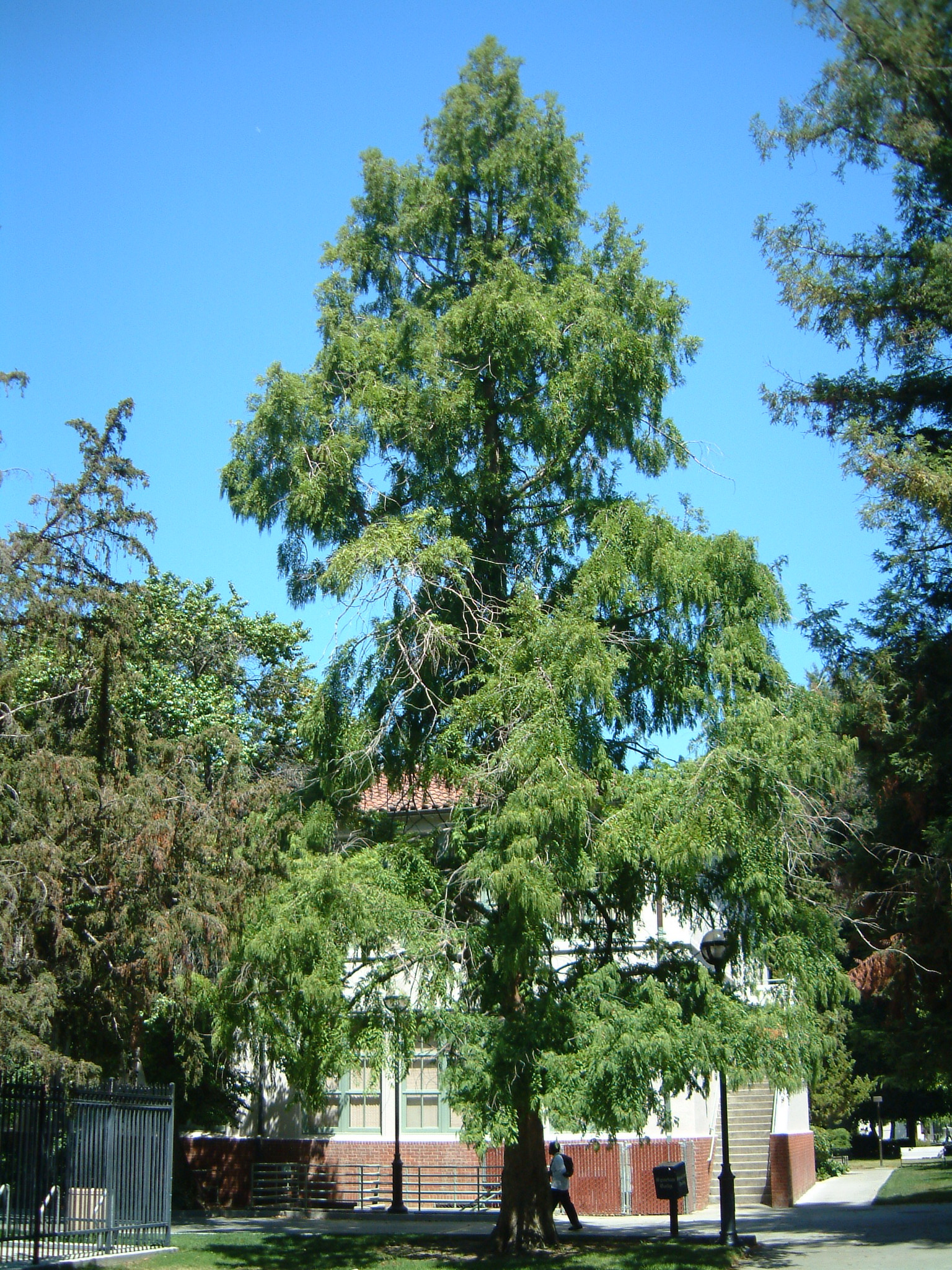
Metasequoia glyptostroboides (hábito).

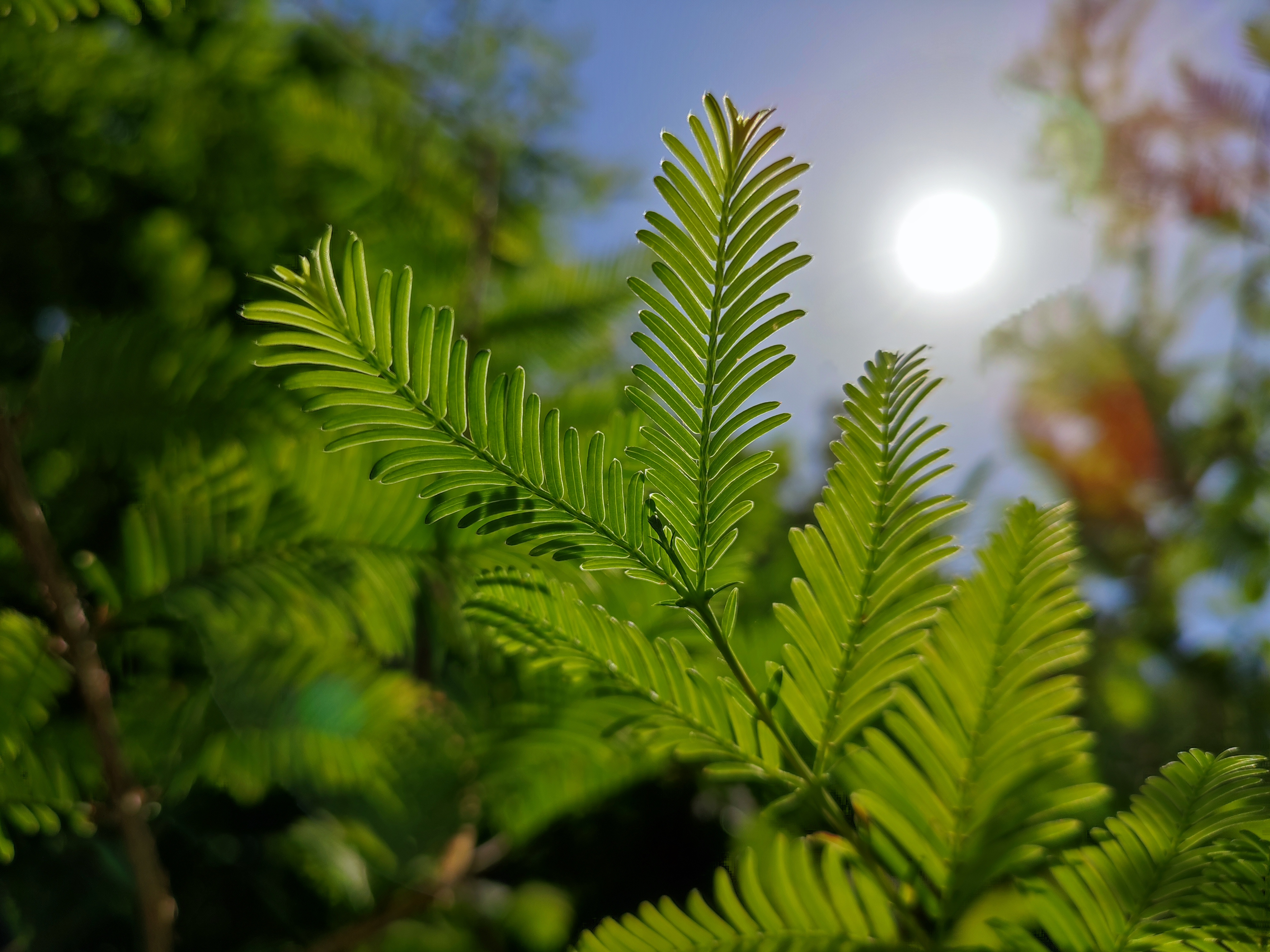
Folhagem de Metasequoia glyptostroboides

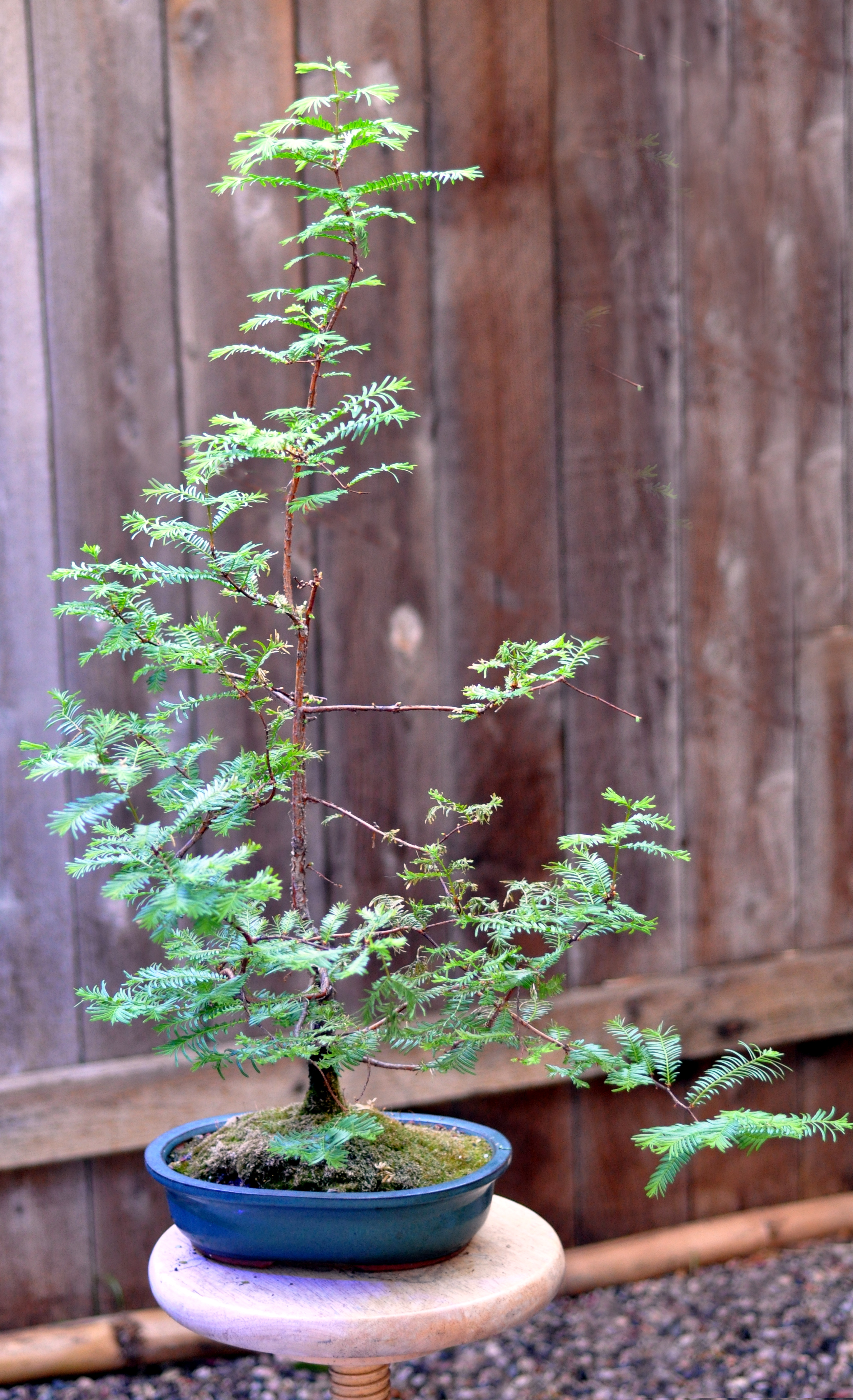
Metasequoia glyptostroboides em forma bonsai.

Metasequoia é um género monotípico de coníferas pertencente à família Cupressaceae, que tem como única espécie extante Metasequoia glyptostroboides, uma conífera caducifólia de crescimento rápido, considerada um fóssil vivo ameaçado de extinção na natureza, com distribuição natural restrita a uma pequena região da China. Introduzida em cultivo na década de 1960 é atualmente uma popular árvore ornamental nas regiões subtropicais e temperadas.

## Descrição
Metasequoia glyptostroboides é uma conífera caducifólia de crescimento rápido, ameaçada de extinção. É a única espécie viva do género Metasequoia, um dos três géneros da subfamília Sequoioideae da família Cupressaceae. Atualmente, sobrevive em estado selvagem apenas em encostas húmidas e vales montanhosos de rios e ribeiros na região fronteiriça das províncias de Hubei e Hunan e do município de Chongqing no centro-sul da China, nomeadamente no condado de Lichuan em Hubei. Embora seja a mais baixa das sequóias, pode atingir uma altura de 167 m.
A metasequoia caracteriza-se pela sua ramagem frondosa que muda de cor segundo as estações: verde-claro na primavera, azul no verão, amarelo no outono e vermelho no Inverno. Nos inícios do período Cretáceo da era do Mesozoico, há cem milhões de anos, a metasequoia espalhava-se pelo leste da Ásia, América do Norte e Europa. Devido à ação dos glaciares no Quaternário, esta espécie quase se extinguiu.
Em 1941, o género Metasequoia foi referido por paleobotânico Shigeru Miki como um género extinto amplamente distribuído com base em fósseis, antes de atrair uma atenção considerável alguns anos mais tarde, quando pequenas populações foram encontradas vivas na China central. É um exemplo particularmente conhecido de uma espécie fóssil vivo. A árvore enfrenta riscos consideráveis de extinção na sua área selvagem devido à desflorestação; no entanto, tem sido plantada extensivamente em arboretos em todo o mundo, onde se tem revelado uma planta ornamental popular e de rápido crescimento. Se a espécie não tivesse sido descoberta na altura, poderia ter-se extinguido antes de ser estudada.
Na década de 1940 descobriram-se na China mais de mil árvores de metasequoia na zona fronteiriça do Sichuan-Hubei, o que constituiu uma das maiores descobertas botânicas do mundo. A árvore passou então a ser chamada fóssil vivo. A metasequoia, que cresce rapidamente, fornece madeira de boa qualidade, excelente material para a construção. Esta árvore é muito útil tanto para a arborização como para a ornamentação dos jardins. A espécie chinesa foi introduzida nos Estados Unidos em 1947. Depois da revolução da China em 1949, o número de metasequoias multiplicou-se. Atualmente é largamente cultivada tanto na China como no estrangeiro, mas permanece em estado crítico de conservação no meio natural, segundo a IUCN.

### História
Apesar de ser comummente conhecido a partir do registo fóssil de todo o hemisfério norte, a metasequois foi considerada extinta até meados do século XX. Quando o género Metasequoia foi descrito pela primeira vez em 1941, foi a partir de fósseis da Era Mesozóica, nenhum dos quais tinha menos de 150 milhões de anos. Ao estudar amostras de fósseis da família Cupressaceae, o Dr. Shigeru Miki da Universidade de Quioto identificou uma forma de folha divergente. Percebeu que tinha descoberto um novo género, ao qual deu o nome de Metasequoia, que significa como uma sequoia.
No mesmo ano, Kan Duo (Toh Kan, 1903-1961), professor de Gestão Florestal na Universidade Nacional Central de Chongqing, (anteriormente Chungking) observou um enorme espécime vivo enquanto efectuava uma pesquisa nas províncias de Sichuan e Hubei. Embora não conhecesse o novo género de Miki, reconheceu as características únicas da árvore. Infelizmente, embora tenha recolhido algum material vegetal, não tentou identificar ou publicar as suas descobertas. Esta árvore fazia parte de um santuário local, onde os aldeões lhe chamavam Shuǐshān (水杉) ou "abeto-da-água".
Em 1943, Wang Zhan (Chan Wang, 1911-2000) do Gabinete Nacional de Investigação Florestal, do Ministério da Agricultura e Florestas, Chongqing, recolheu amostras de uma árvore não identificada na aldeia de Moudao (谋道|镇; anteriormente Motaochi, Maodaoqi ou Modaoxi) em Lichuan, província de Hubei, que agora se acredita ser a mesma árvore que  Kan Duo descobrira. Determinou-se que as amostras pertenciam a uma árvore ainda desconhecida pela ciência, mas a Segunda Guerra Mundial adiou a continuação dos estudos.
Os professores Zheng Wanjun (Cheng Wan-Chun) e Hu Xiansu (Hu Hsien-Hsu) fizeram a ligação fundamental entre o género fóssil de Miki e as amostras vivas em 1946, e forneceu o epíteto específico glyptostroboides, devido à sua semelhança com o cipreste-chinês (Glyptostrobus).
Em julho de 1947, o Arnold Arboretum da Universidade de Harvard disponibilizou  $250 para financiar uma expedição do assistente de Zheng Wanjun, Hua Jingchan (Ching-Shan Hwa 1921-presente), com o objetivo de recolher sementes para o arboreto da árvore Metasequoia tipo em Moudao, e de árvores no Vale Metasequoia (Vale Shuishaba), nas proximidades.
A viagem de recolha de Hua regressou com vários quilos de sementes que foram distribuídas nos meses seguintes para ensaios de crescimento a instituições chinesas; ao Arnold Arboretum, ao Missouri Botanical Garden e a outros locais nos Estados Unidos; aos jardins botânicos de Kew, Edimburgo e outros locais no Reino Unido; bem como a jardins botânicos na Europa continental e em todo o mundo.

### Morfologia
As folhas da Metasequoia glyptostroboides são opostas, com 1-3 cm de comprimento, e de um verde fresco e brilhante, tornando-se num castanho avermelhado raposa no outono. Os cones de pólen têm 5-6 mm de comprimento e são produzidos em longas hastes no início da primavera. Os cones férteis são produzidos apenas em árvores que crescem em regiões com verões quentes. Os cones das coníferas são globosos a ovóides, com 1,5 a 2,5 cm de diâmetro e 16 a 28 escamas dispostas em pares opostos em quatro filas, cada par perpendicular ao par adjacente; amadurecem cerca de 8 a 9 meses após a polinização.
Embora a casca e a folhagem sejam semelhantes às de outro género de sequoias muito próximo, Sequoia, M. glyptostroboides difere da sequoia-costeira por ser caducifólia, tal como Taxodium distichum (cipreste-calvo). Semelhante ao T. distichum, as árvores mais velhas podem formar raízes largas raízes em contraforte na parte inferior do tronco. M. glyptostroboides é uma árvore de crescimento rápido, excedendo 35 m em altura e 1 m em diâmetro do tronco aos 50 anos de idade, em cultivo (com potencial para crescer até dimensões ainda maiores). O tronco forma uma "axila" distinta debaixo de cada ramo. A casca é fissurada verticalmente e tende a esfoliar-se em tiras em forma de fita.
A maior metassequoia registada foi um exemplar isolado na China com cerca de 50 m de altura e 2,2 m de largura. Esta árvore foi morta por um raio em 1951. Várias metassequoias desta altura ainda vivem na parte oriental do vale de "Metasequoia", onde a árvore foi descoberta. O verdadeiro tamanho potencial da árvore é muito maior, uma vez que foram descobertos troncos com até 8 m de largura na base em arrozais.
As metassequoias mais grossas e mais altas listadas pela Monumental Trees estão ambas em Longwood Gardens, nos arredores de Kennett Square, Pensilvânia, Estados Unidos. A mais larga tem uma circunferência à altura do peito de 5,79 m, um diâmetro médio de 1,84 m e uma altura de 30,18 m. A mais alta tem 41,15 m de altura e um perímetro à altura do peito de 3,35 m, e diâmetro médio 1,07 m. Ambas as árvores foram plantadas em 1948 e medidas em 2018.

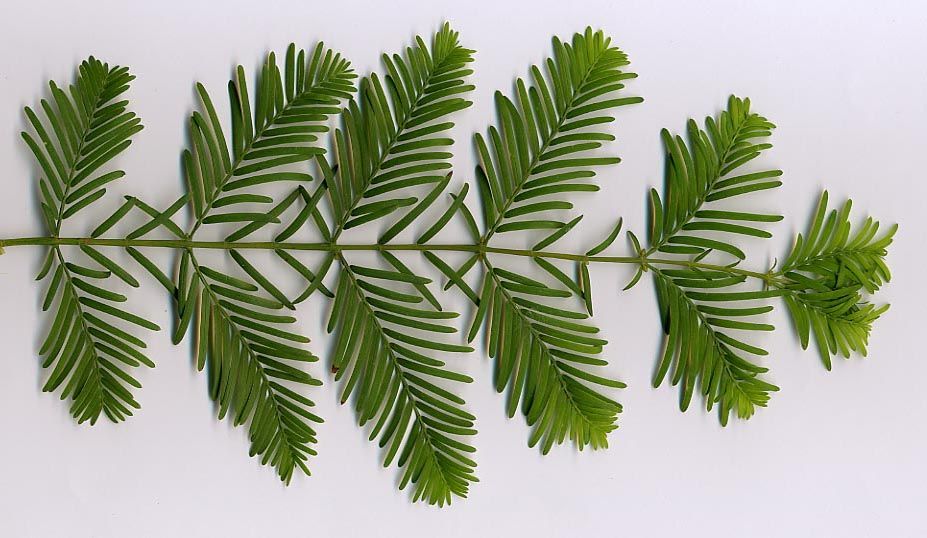
Folhagem de pau-brasil do amanhecer - ver disposição opositifólia.
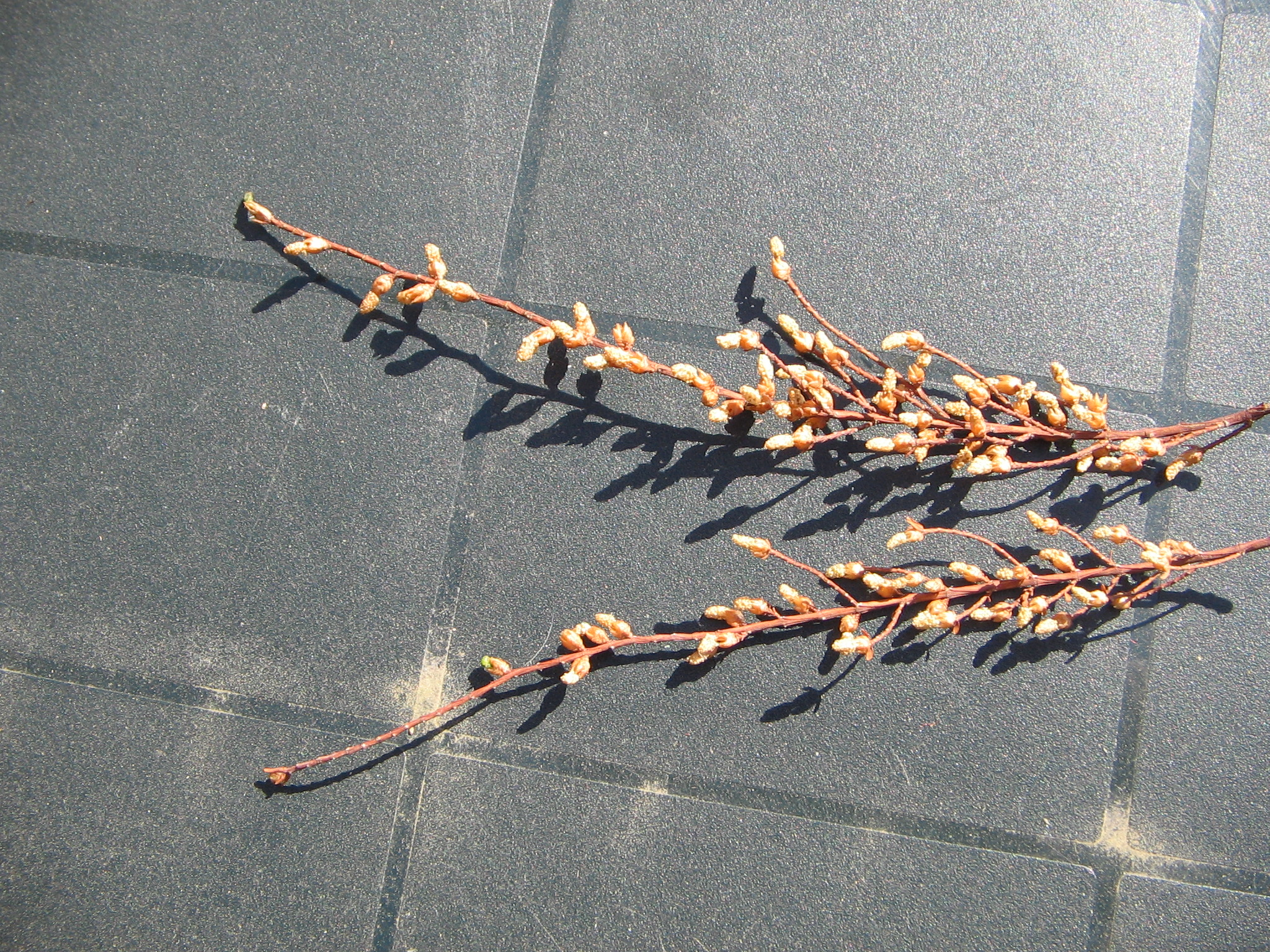
Cones portadores de pólen
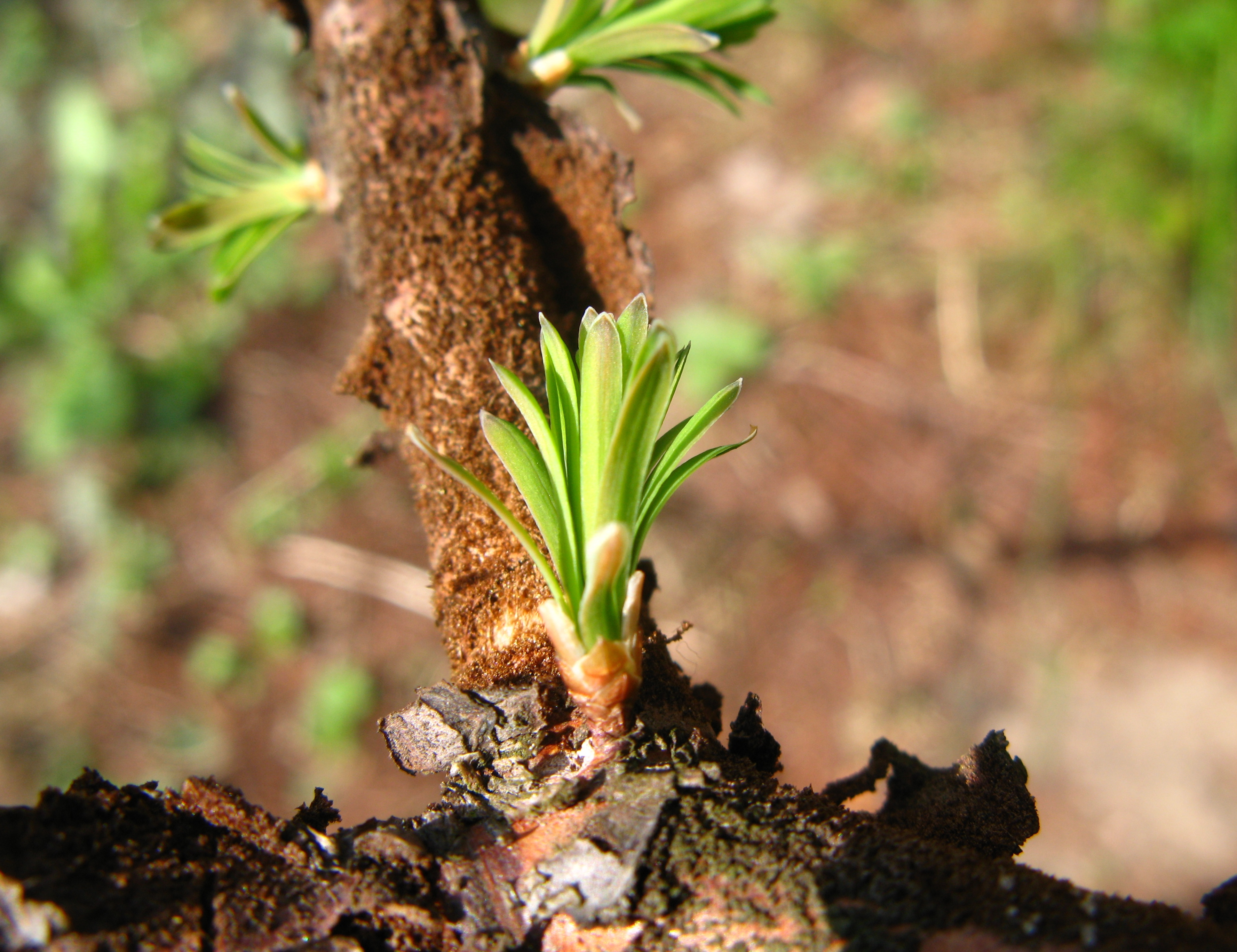
Folhas juvenis
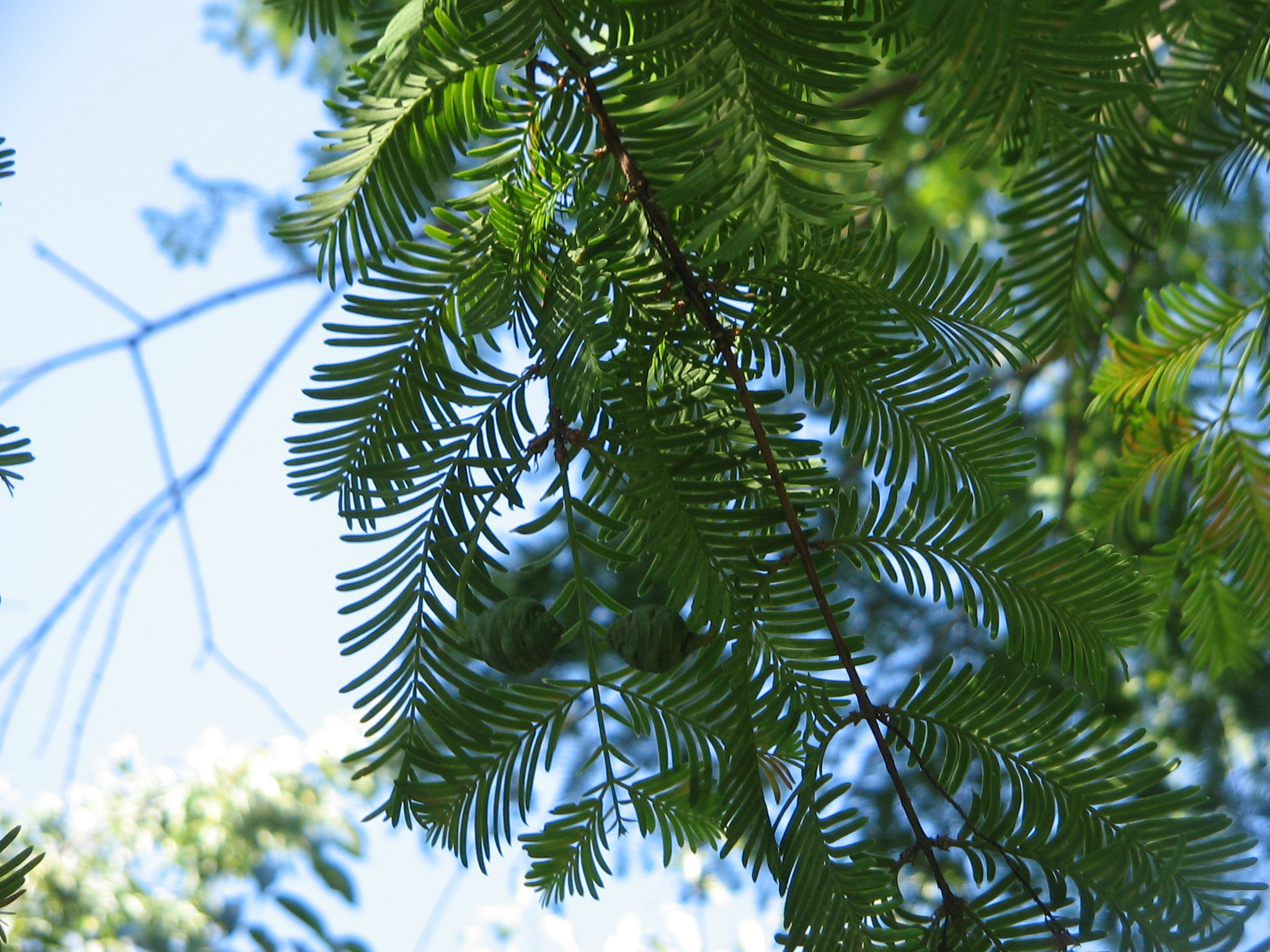
Cones jovens com sementes
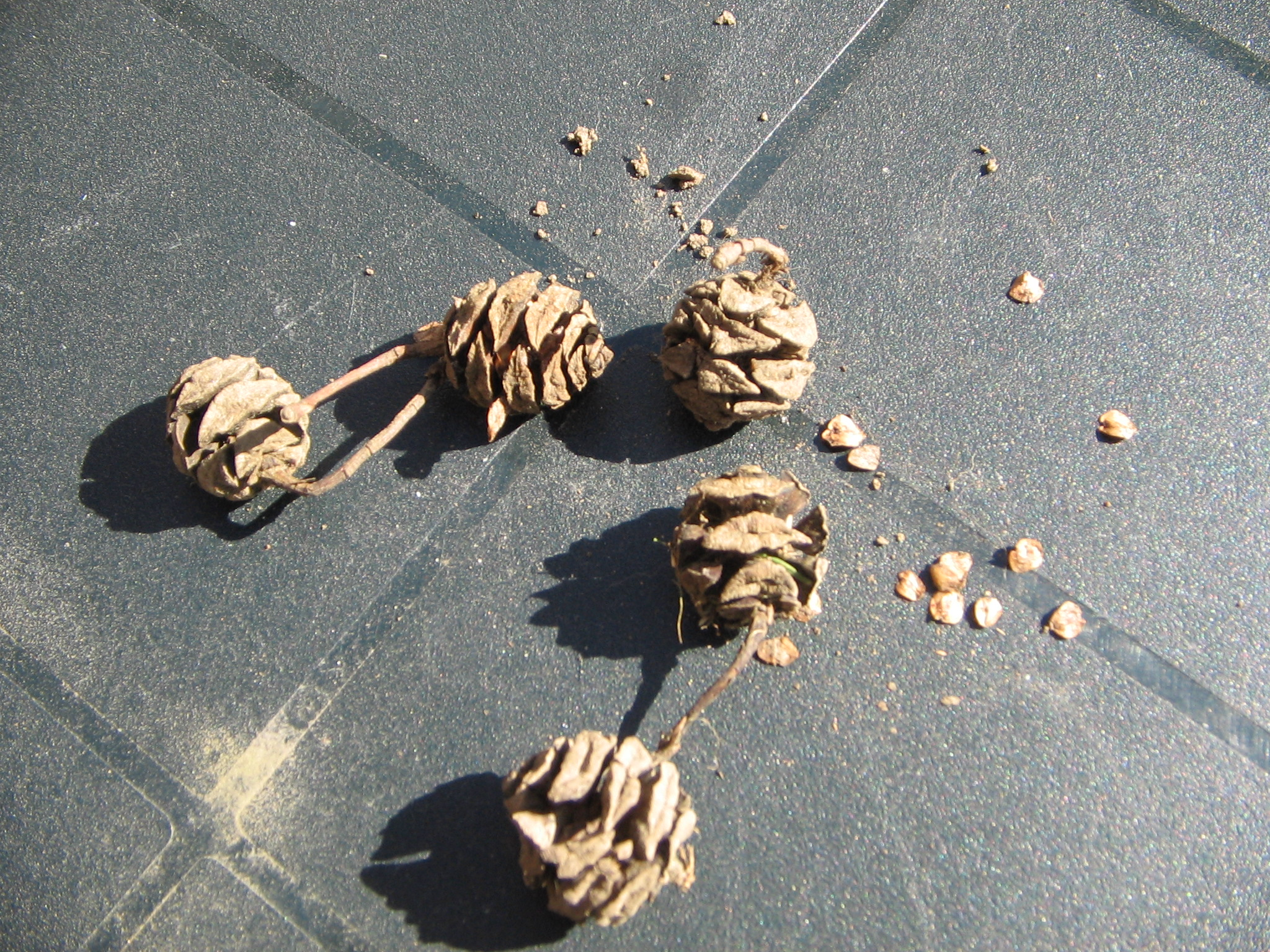
Cones maduros com sementes
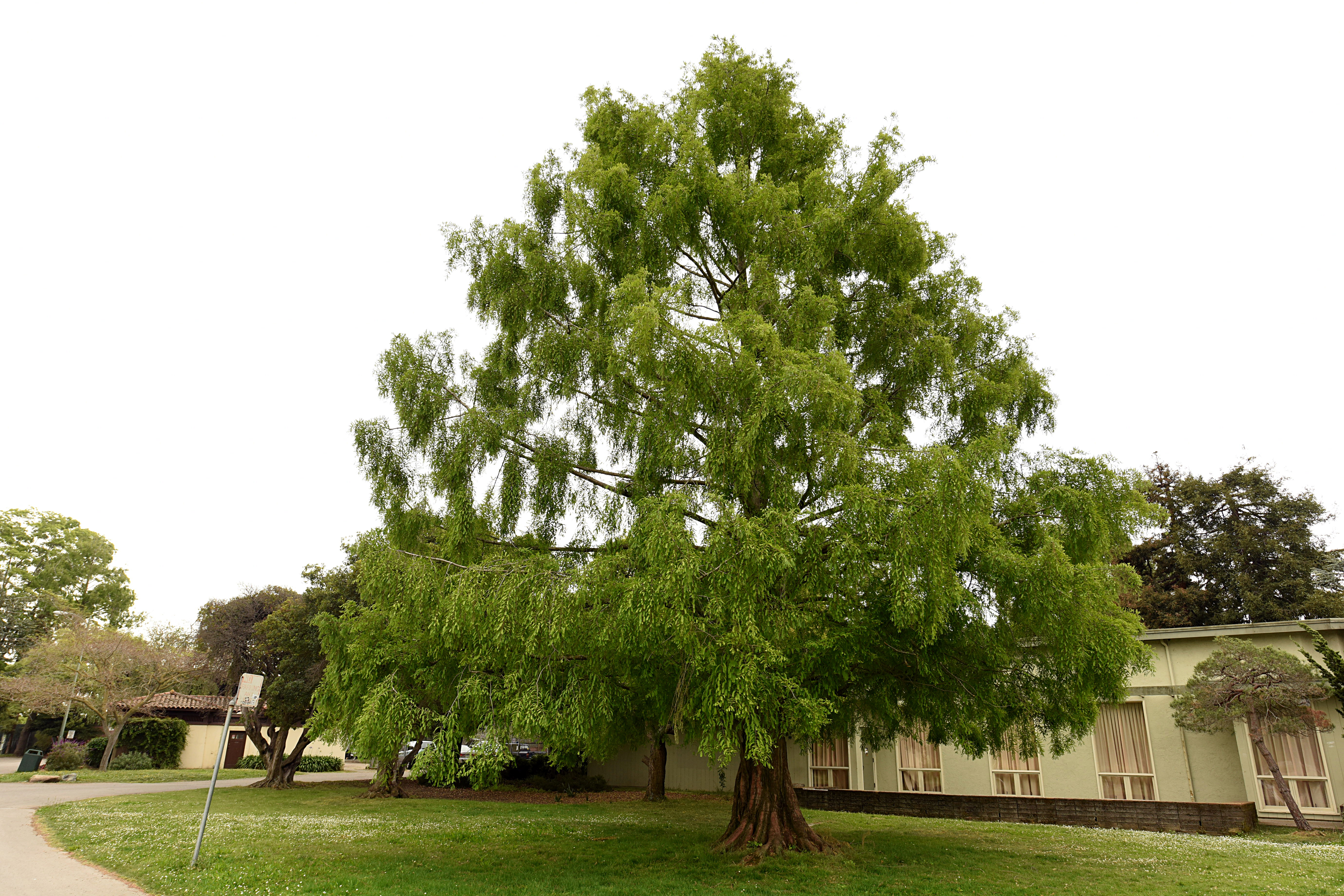
Árvore madura

### Variação ecotípica
A variação ecotípica de Metasequoia desenvolveu-se numa variedade de microhabitats. Foram observadas três variações com base no tamanho dos seus cones: grande, médio e pequeno. O tipo de cone grande encontra-se nas encostas das montanhas, desenvolve uma copa ampla, semeia mais facilmente e é mais tolerante à seca. O tipo de cone pequeno encontra-se perto das margens dos cursos de água, é mais sensível à seca e desenvolve um tronco mais uniforme.
| Tipo ecológico                      | Cone grande                           | Cone médio                                   | Cone pequeno                        |
| ----------------------------------- | ------------------------------------- | -------------------------------------------- | ----------------------------------- |
| Taxa de crescimento                 | rápido                                | médio                                        | lento                               |
| Preferência ecológica               | encosta de montanha, tolerante à seca | encosta de montanha, tolerância média à seca | valas e riachos, intolerante à seca |
| Espessura da casca                  | grossa                                | média                                        | fina                                |
| Cor da casca                        | cinzento                              | cinzento acastanhado                         | castanho                            |
| Sulco do caule                      | distinto                              | muito distinto                               | indistinto                          |
| Cor da folha                        | verde amarelado                       | verde                                        | verde escuro                        |
| Densidade da folha                  | baixa                                 | média                                        | alta                                |
| Dossel de ramos                     | larga                                 | média                                        | estreita                            |
| Distribuição dos ramos              | esparso                               | médio                                        | denso                               |
| Ângulo do ramo                      | >90                                   | médio                                        | <50                                 |
| Tamanho do cone                     | 2,2 x 2,0 cm                          | 2,0 x 1,8 cm                                 | 1,5 x 1,4 cm                        |
| Número de sementes por 500 gramas   | 128                                   | 161                                          | 280                                 |
| Número de sementes por cone         | 106                                   | 85                                           | 62                                  |
| Tamanho da semente                  | 0.6 x 0.5 cm                          | 0.53 x 0.48 cm                               | 0.48 x 0.42 cm                      |
| Peso em gramas por 1000 sementes    | 2.96                                  | 2.84                                         | 2.40                                |
| Taxa de germinação das sementes (%) | 15                                    | 21                                           | 18                                  |

## Taxonomia e conservação

### Taxonomia
Juntamente com Sequoia sempervirens (sequoia-da-costa) e Sequoiadendron giganteum (sequoia-gigante) da Califórnia, M. glyptostroboides é classificada na subfamília Sequoioideae da família Cupressaceae. Embora seja a única espécie viva do seu género, são também conhecidas três espécies fósseis. As outras Sequoioideae e vários outros géneros foram transferidos das Taxodiaceae para as Cupressaceae com base na análise de ADN.

### Conservação
Estudos efectuados entre 2007 e 2009 contaram 5 371 árvores, principalmente em Lichuan, Hubei, com grupos muito mais pequenos em Shizhu, Chongqing e Longshan, Hunan.
A planície de inundação do vale de Metasequoia, em Hubei, já tinha sido transformada em arrozais na altura da descoberta da árvore, mas era provavelmente uma floresta de metassequoias mais extensa. Tal floresta teria sido semelhante às florestas de ciprestes nos Estados Unidos, com muitas espécies semelhantes crescendo em associação. Cerca de 3000 troncos foram encontrados no chão do vale, variando de 2 a 8 m de largura na base. Além disso, ainda existem casas feitas de madeira de Metasequoia com 200-300 anos de idade, que provavelmente remontam ao povoamento original do vale.
Desde a sua descoberta, a Metasequoia tornou-se num elemento de orgulho nacional, e é protegido pela lei chinesa e também plantado amplamente. No entanto, ainda está listada como ameaçada de extinção na natureza. O corte de árvores ou ramos é ilegal, mas a procura de plântulas leva à recolha de cones ao ponto de a reprodução natural já não se verificar na floresta de metassequoias. Para além disso, a paisagem foi altamente modificada pela utilização humana e uma expedição de 1980 constatou que o habitat se degradou significativamente desde a descoberta da árvore. A maior parte da restante vegetação foi cortada e a maior parte da área já não é um terreno adequado para as plântulas. Entre 1950 e 1980 foram exploradas várias centenas de árvores no Vale de Metassequoia, algumas com mais de 2 m de largura.
Um levantamento efectuado na década de 2000 contou e mediu todas as metassequoias selvagens. As restantes árvores saudáveis variam entre 25 cm e 1,65 m de largura à altura do peito, 12-51 m de altura e uma idade estimada de 41-265 anos. O tamanho médio era de 27 m de altura e 0,45-0,9 m de largura à altura do peito, com uma idade estimada de cerca de 95 anos. A árvore tipo, com 2,48 m à altura do peito, estava em mau estado de saúde e, portanto, foi excluída do estudo. Não foram encontradas mudas, e se alguma vez aparecerem é legal removê-las e transplantá-las. A espécie continuará a viver em quintais, parques e nas bermas das estradas por toda a China, mas o ecossistema florestal de M. glyptostroboides poderá desaparecer quando as suas árvores maduras morrerem.

## Cultivo
Desde a redescoberta da árvore, a Metasequoia tornou-se uma popular arvore ornamental em parques e jardins de todo o mundo. A semente da metassequoia chegou ao Arnold Arboretum em 5 de janeiro de 1948, e foi enviada para arboretos em todo o mundo pouco depois. Em 1951, a espécie tinha entrado no comércio hortícola nos Estados Unidos, e na sequência do entusiasmo dos meios de comunicação social acerca da nova descoberta, incluindo no San Francisco Chronicle de 25 de março de 1948, as vendas não tardaram a disparar.
A metassequoia provou ser uma árvore fácil de cultivar em regiões temperadas, e agora é amplamente plantada como árvore ornamental. As árvores plantadas já atingiram pelo menos até 1,84 m de diâmetro à altura do peito e 41,15 m de altura, apesar de estarem a ser cultivadas há apenas 70 anos. Esta rápida taxa de crescimento levou a que se considerasse a possibilidade de utilizar a árvore em silvicultura. Descobriu-se que o "M. glyptostroboides" se desenvolve em água parada, tal como o Taxodium distichum, e se for deixado ramificado até ao solo a pleno sol, desenvolverá os grandes e contorcidos "troncos" que tornaram famoso o cipreste-careca. O desbaste ou a poda numa idade precoce impedirá esta formação mais tarde.
Em cultivo, a M. glyptostroboides é resistente à geada com classificação USDA Zone 5, o que a torna resistente a temperaturas baixas de -25 °C. É tolerante a solos encharcados e alagadiços; na natureza está adaptada a crescer em planícies de inundação. Até se estabelecer num local específico, é propensa à seca e a uma disponibilidade inadequada de água. A Metasequoia é recomendado para áreas urbanas no Centro-Oeste, Sudeste e Costa Leste da América do Norte, uma vez que a sua taxa de crescimento rápido e a sua tolerância à poluição atmosférica o tornam adaptável e capaz de prosperar onde outras espécies poderiam sofrer. A espécie tende a debater-se sem irrigação em climas áridos, como o Oeste americano, a menos que seja plantada diretamente ou adjacente a uma massa de água, como um lago ou riacho. Esta espécie é também muito suscetível a danos causados pelo contacto com grandes quantidades de sal de degelo no inverno.
Na década de 1980, descobriu-se que muitas das árvores de segunda geração em cultivo sofriam de depressão endogâmica (variabilidade genética extremamente baixa), o que poderia levar a uma maior suscetibilidade a doenças e a falhas reprodutivas. Muitas fontes afirmam que os lotes de sementes originais de 1947 provinham de apenas uma árvore; no entanto, isto provou ser falso. As sementes originais tinham de facto uma grande variedade de árvores de origem e é mais provável que a depressão endogâmica provenha da autopolinização de árvores isoladas. No entanto, a população total cultivada ainda tinha menos variação genética do que a selvagem, e expedições de recolha de sementes mais generalizadas na China nos anos 1990 procuraram resolver este problema e restaurar a diversidade genética da M. glyptostroboides cultivada.

### China
Pizhou, Jiangsu, tem a mais longa avenida de Metasequoia do mundo. A avenida tem cerca de 60 km de comprimento e mais de um milhão de árvores. A Floresta da Água em Xinghua, Jiangsu recebe este nome das muitas árvores de Metasequoia que se encontram no parque.

### Reino Unido
A metassequioa é frequentemente encontrada em todo o Reino Unido. O crescimento tem sido mais rápido no sudeste, mas acredita-se que a árvore poderá ter um futuro mais longo nas regiões ocidentais mais húmidas. A primeira plantação de metassequoias no Reino Unido foi efectuada no Jardim Botânico da Universidade de Cambridge. A semente não era da expedição de Arnold, mas veio diretamente para Cambridge. O relatório anual do Jardim Botânico de 1949 declara o seguinte Sementes de Metasequoia glyptostroboides, enviadas pelo Dr. Silow da China para Professor F T Brooks, germinaram livremente. Três das mudas foram plantadas: uma no pátio nas traseiras do Range e duas ao lado do Pond (agora chamado de Lago) A árvore no lado sudoeste do lago ainda estava viva em julho de 2019.
As sementes distribuídas na década de 1940 para os Hillier Gardens, perto de Winchester, no Reino Unido, prosperaram e são atualmente o emblema dos jardins. Os TROBI Champions estão em Woking Park, Surrey: 22 m altura por 144 cm d.a.p, Clare College, Cambridge: 21 m × 129 cm (plantada em 1949), e Wayford Woods, Somerset: 32 m × 99 cm.
Existem várias cultivares que oferecem uma gama de cores e texturas de folhagem diferentes. A cultivar 'Golden Oji' foi galardoada com o Award of Garden Merit da Royal Horticultural Society.

### Estados Unidos
As metassequoias desenvolvem-se numa vasta região em forma de crescente que abrange o leste e o sul dos Estados Unidos, bem como a costa oeste. Muitas instituições, como o Arnold Arboretum da Universidade de Harvard, possuem belos exemplares. A propriedade H. H. Hunnewell em Wellesley, Massachusetts, possui dois exemplares (números 29 e 34) que datam da distribuição inicial de sementes pelo Arnold Arboretum em 1949.
Existe um pequeno bosque de metassequoias no Bailey Arboretum em Locust Valley, Nova Iorque, incluindo uma árvore que se afirma ser a maior do mundo em diâmetro. O Departamento de Parques e Recreação da Cidade de Nova Iorque começou a plantar metassequoias nos passeios de Manhattan e Brooklyn.
A Divisão de Florestas Urbanas de Washington, D.C. plantou centenas destas árvores em toda a cidade, incluindo todas as árvores de rua no quarteirão 1800 de Redwood Terrace, NW.

Uma sequoia cresce do lado de fora da Biblioteca de Pesquisa Rosacruz (Rosicrucian Research Library) no Rosicrucian Park em San Jose, Califórnia, como um memorial para H. Spencer Lewis. Foi plantada em 1950 a partir de uma muda do lote trazido da China pelo Dr. Ralph Chaney, e doada por um doador anónimo à viúva de H. Spencer Lewis para este fim.

O Mildred E. Mathias Botanical Garden no campus da UCLA inclui uma metassequoia. Na Carolina do Norte, um empreendimento privado está a trabalhar para criar uma reserva de Metasequioa em 50 acres de terras altas na Sauratown Mountains.
Portland, Oregon, é o lar de algumas das mais antigas metassequoias dos EUA. Um exemplar plantado no Hoyt Arboretum em 1948 tinha 30 m de altura na última medição e, em 1952, ganhou a distinção de ser a primeira Metasequoia a dar cones no Hemisfério Ocidental em 6-8 milhões de anos. Uma metassequia foi plantado na Southern Illinois University Carbondale, em Carbondale, Illinois, por William Marberry em 1950 e permanece lá até hoje.

## Galeria

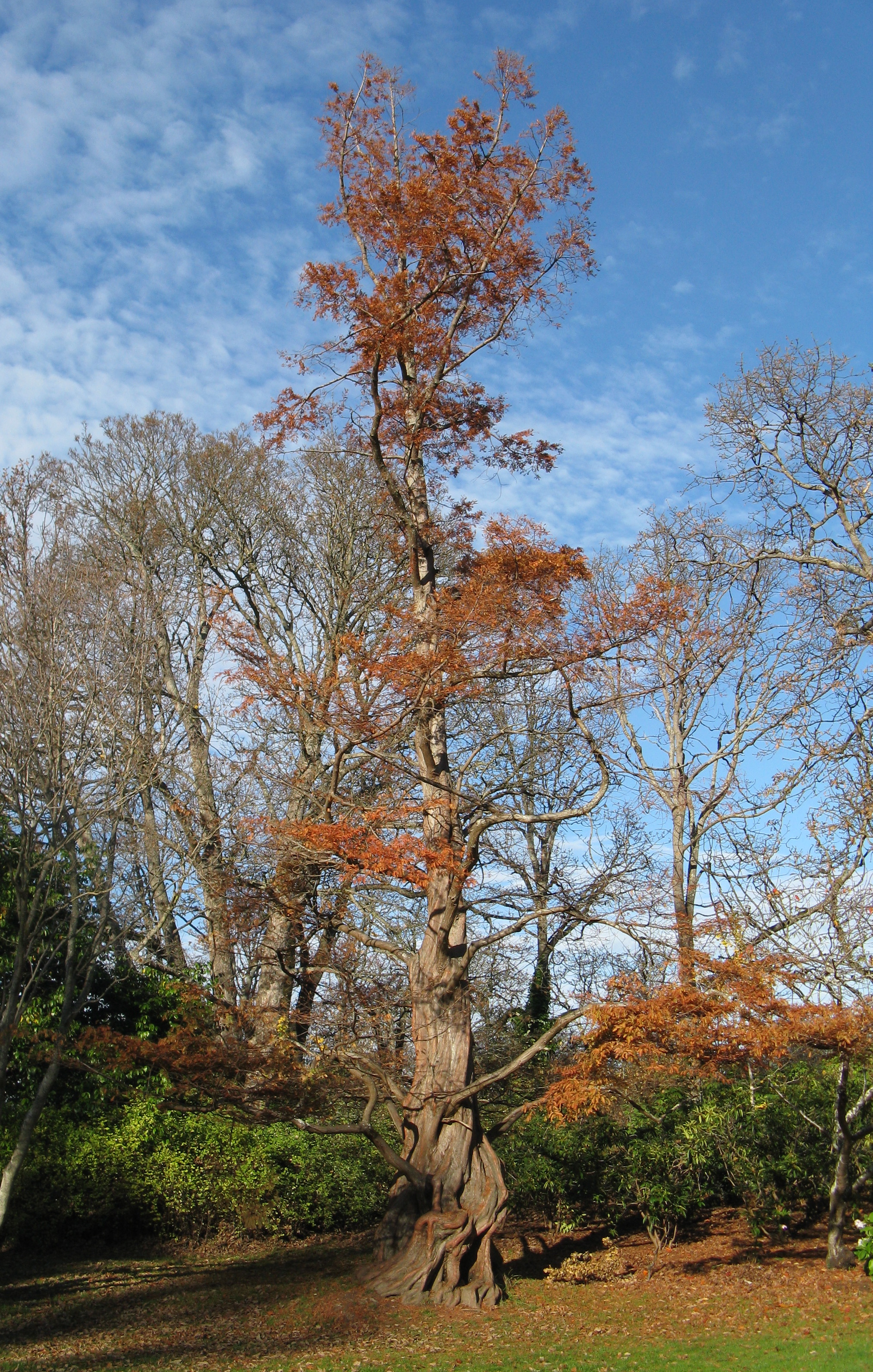
Com folhagem outonal em Victoria, British Columbia, Canadá
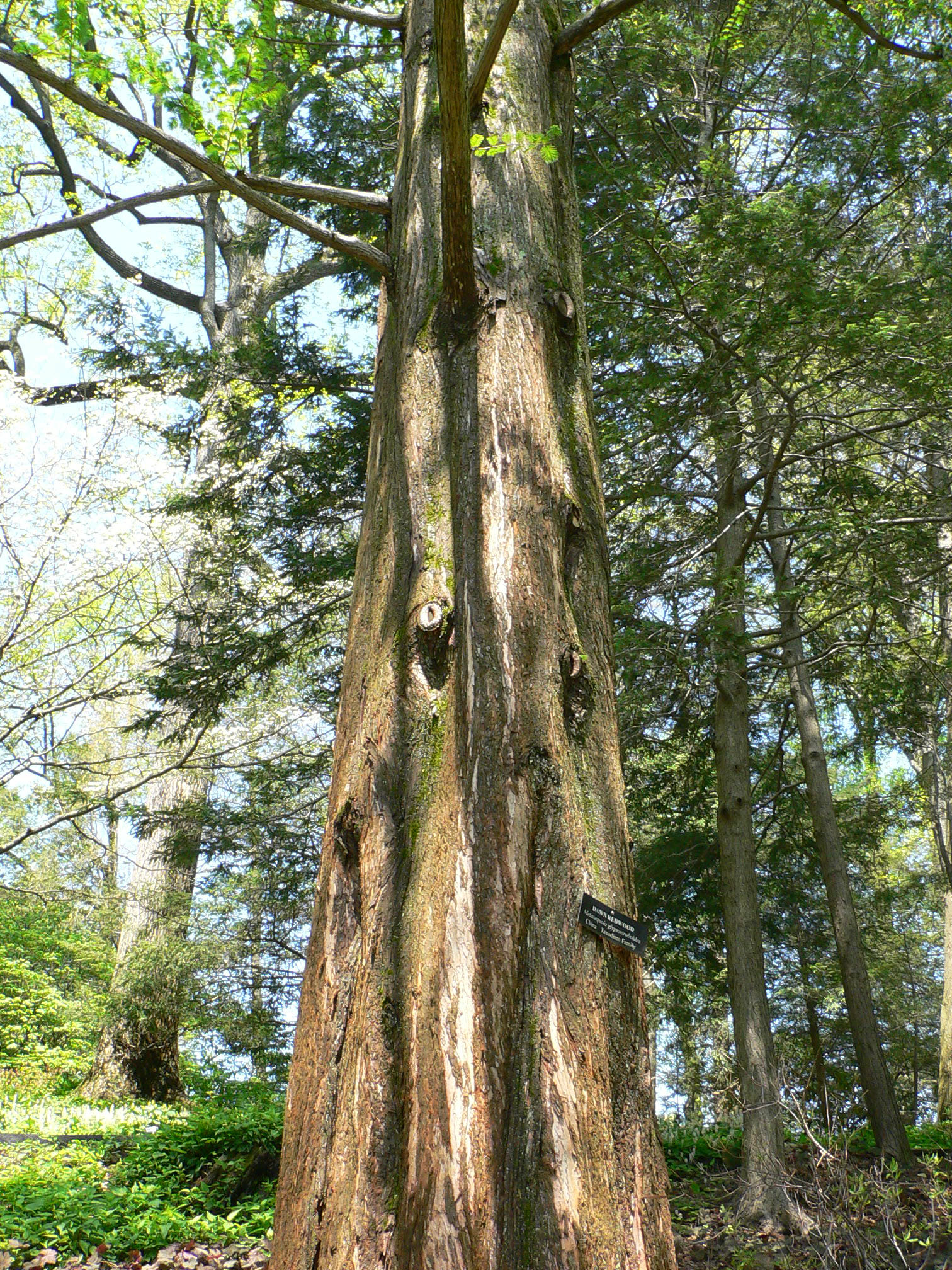
O tronco de uma árvore adulta
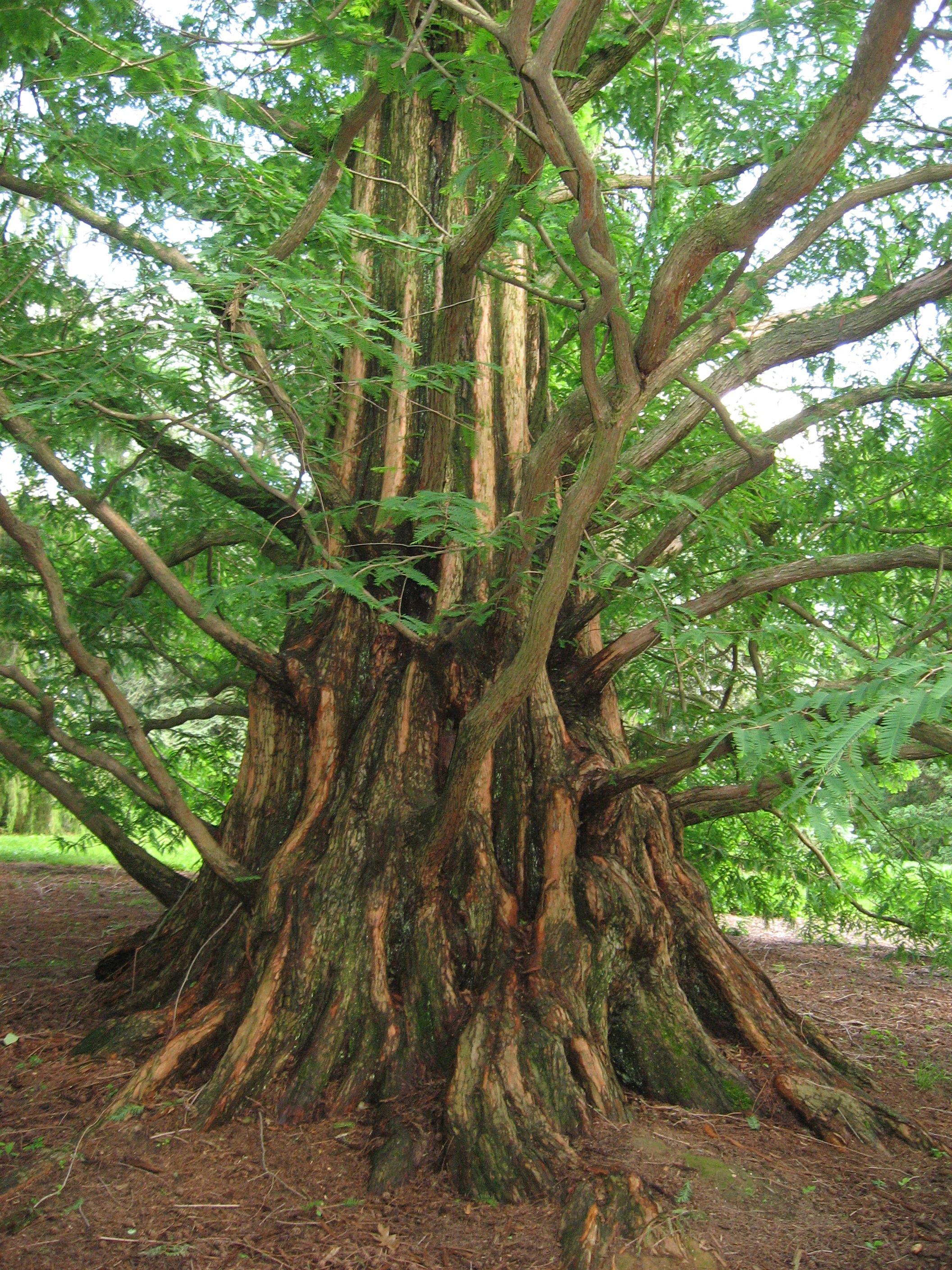
A base reforçada do tronco
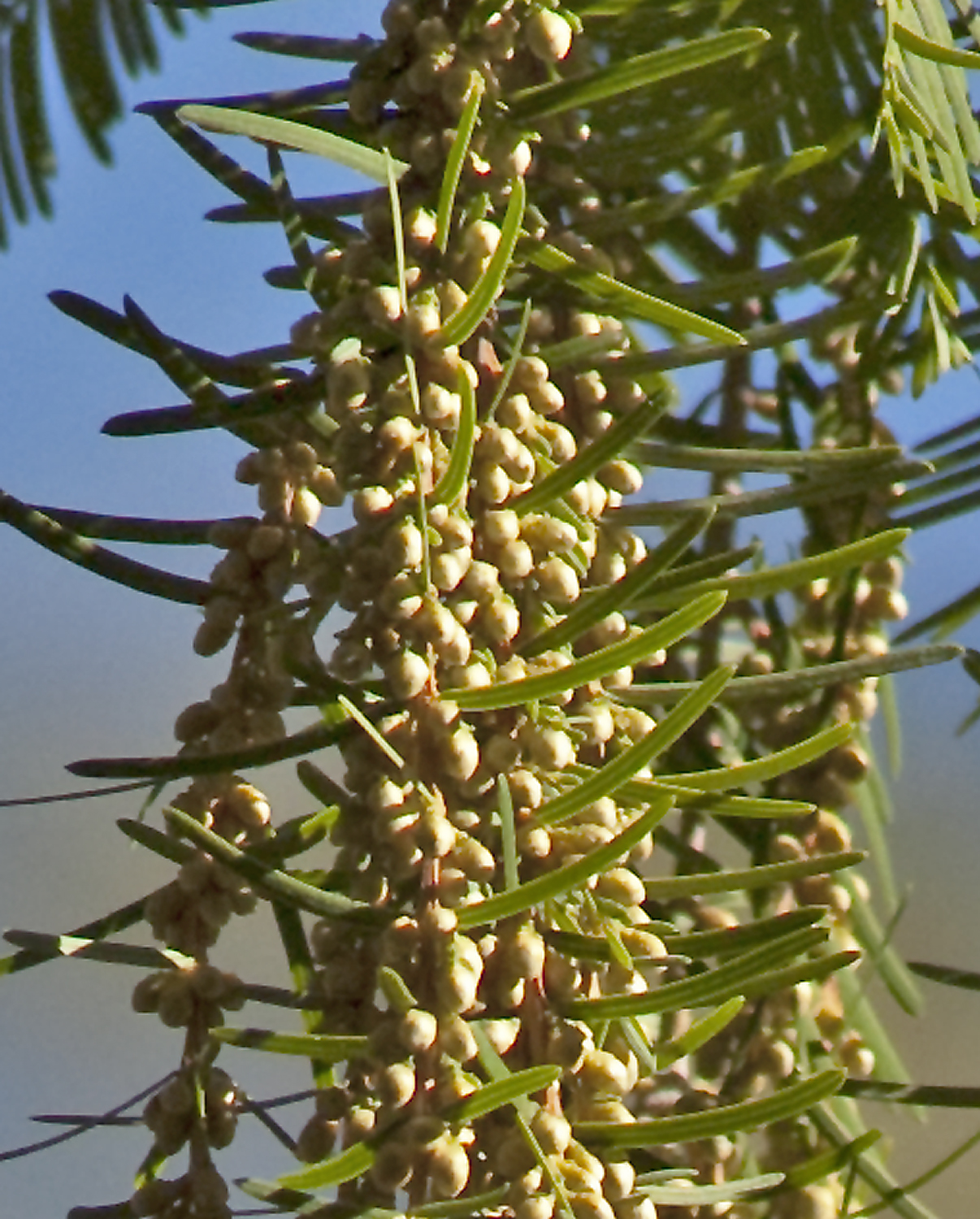
Cones masculinos (ou de "pólen")
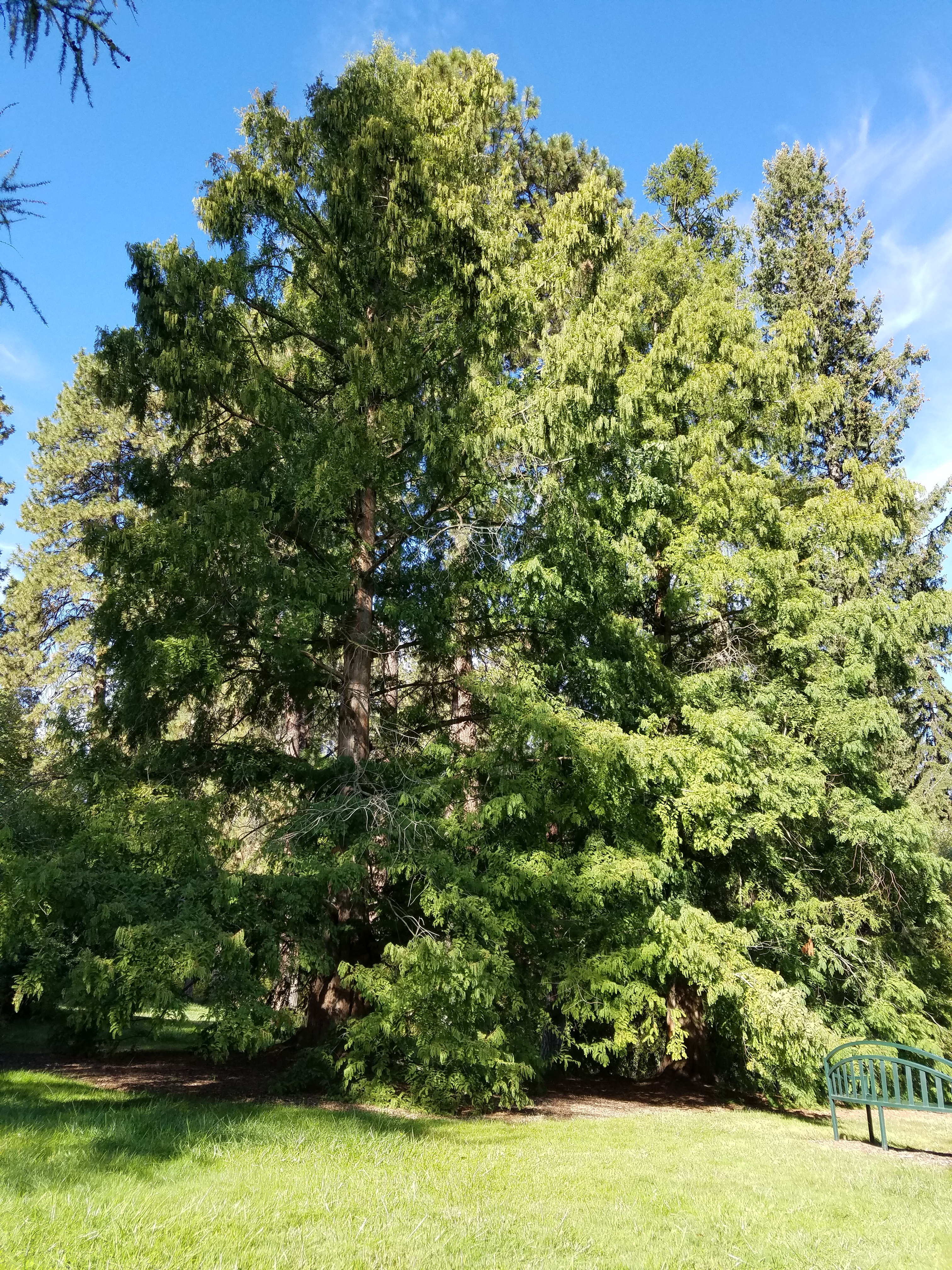
Espécimes em Spokane, WA
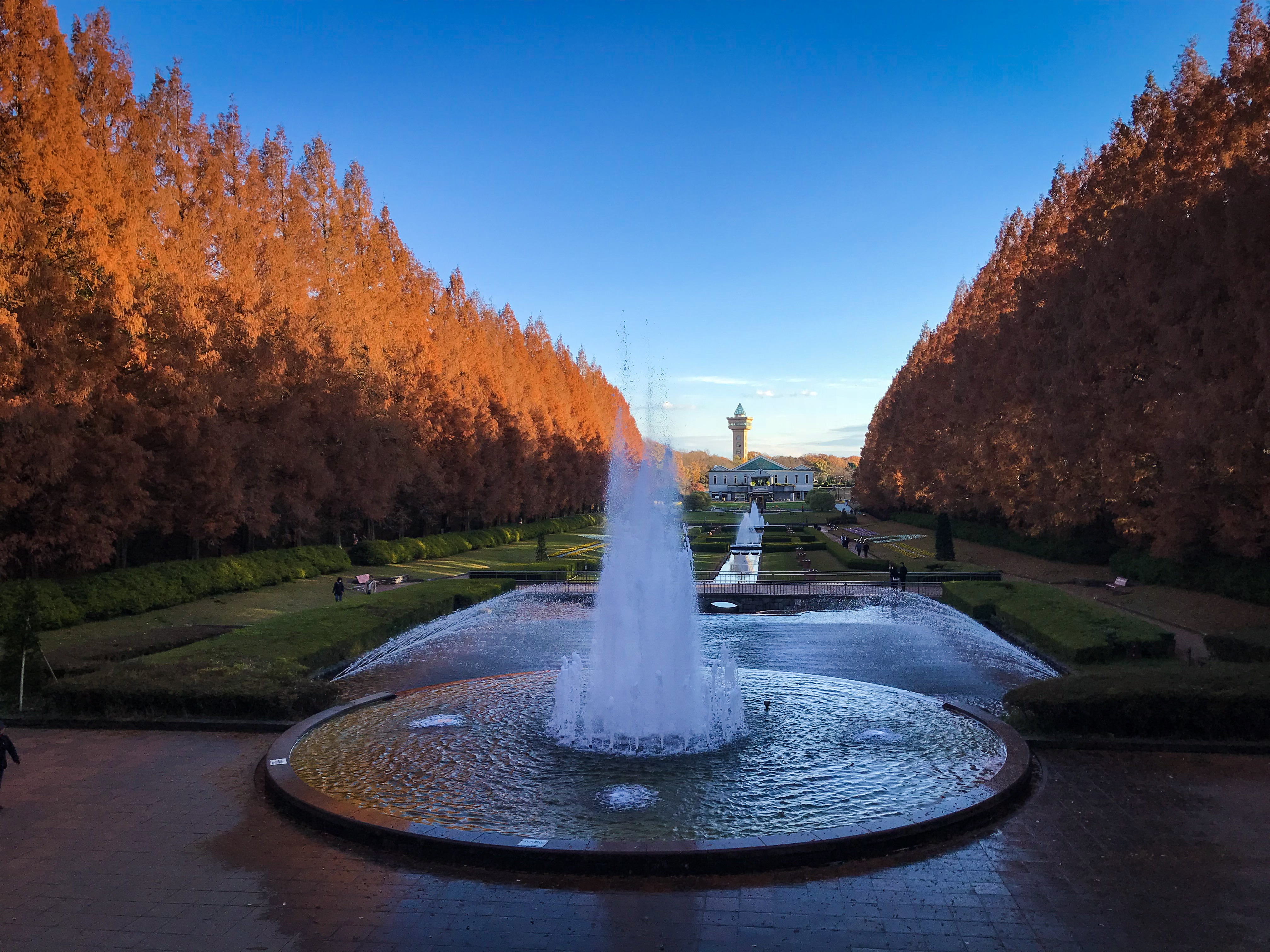
Metasequoia glyptostroboides no Parque Sagamihara
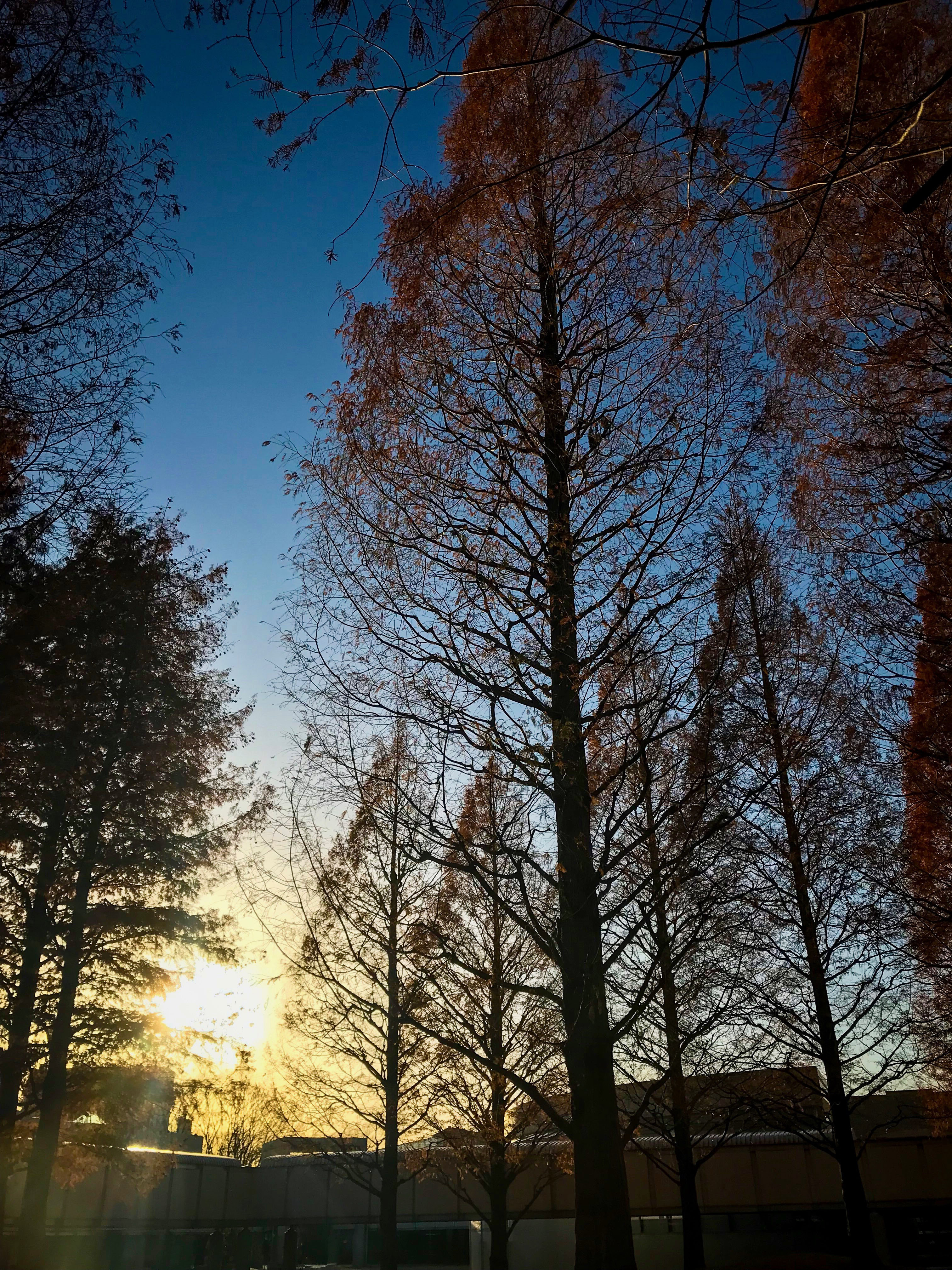
Perfil de Metasequoia glyptostroboides
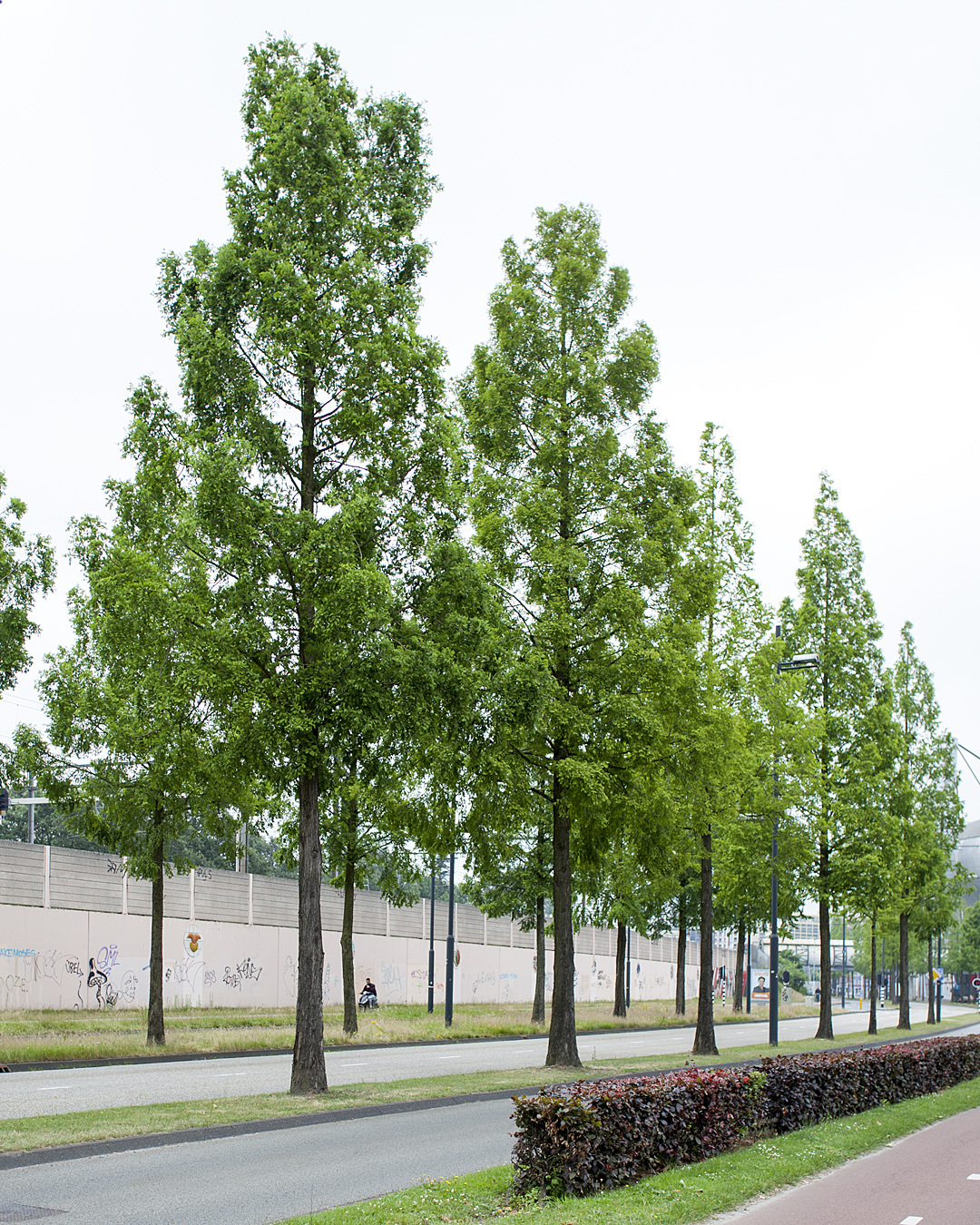
Metaseqoia glyptostroboides nas ruas de Eindhoven, Países Baixos
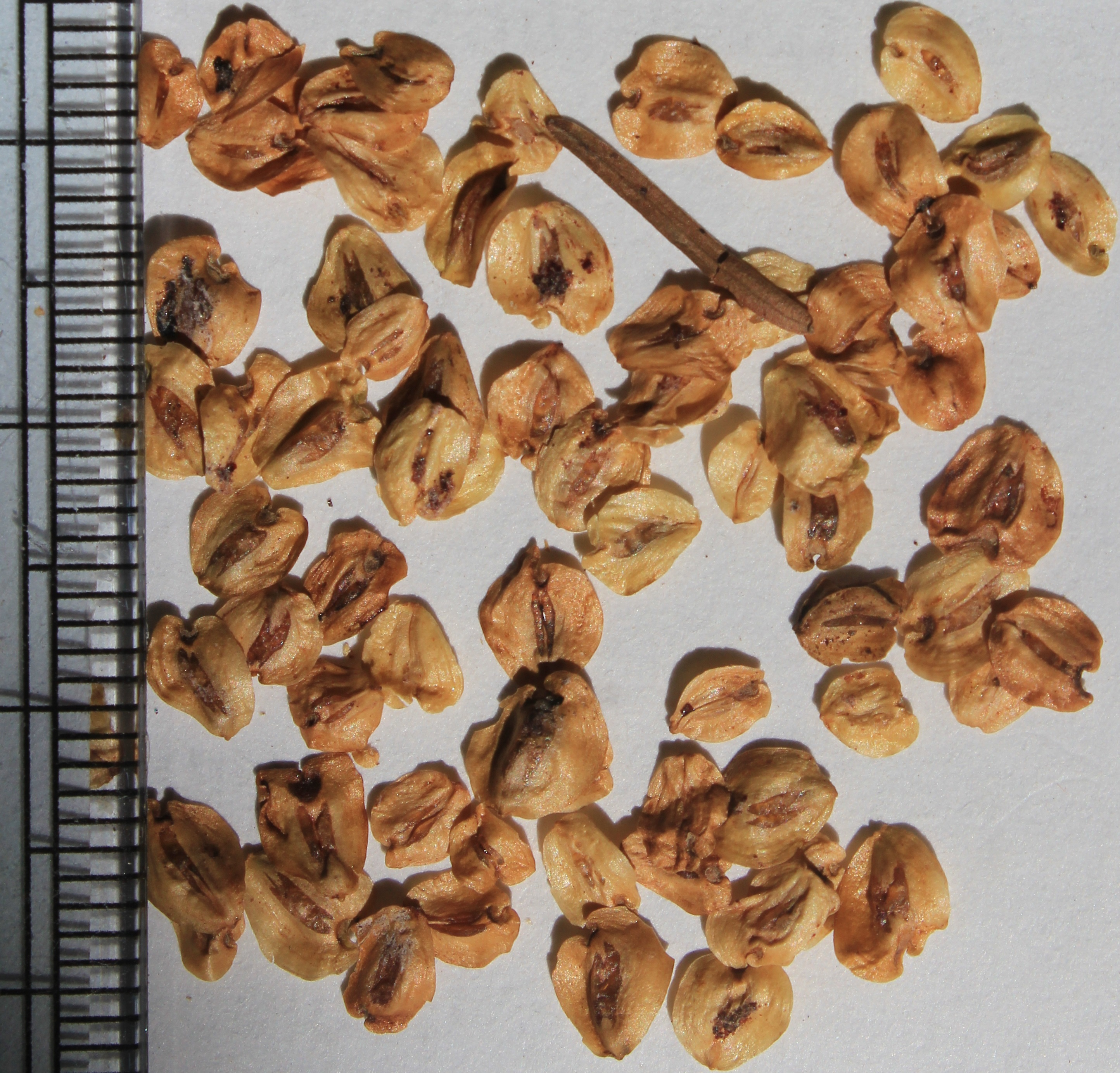
Sementes